# 道の駅藤川宿
道の駅藤川宿（みちのえき ふじかわしゅく）は、愛知県岡崎市藤川町東沖田にある国道1号の道の駅である。

## 概要
2012年（平成24年）12月9日13時30分に開駅。愛知県内では15番目、国道1号では県内初の道の駅である。
国土交通省中部地方整備局名古屋国道事務所と岡崎市が主体となり、防災拠点機能をもつ休憩施設として建設された。指定管理者は「岡崎パブリックサービス・JAあいち三河共同事業体」。
東名高速道路 音羽蒲郡IC - 岡崎IC間の中間の位置にあり、東名高速道路の通行止や渋滞時などの迂回利用など、ドライバーの休憩施設としての役割だけではなく、停電下でも72時間の発電容量を持つ非常発電機・防災トイレ・災害情報を知らせる情報提供用モニターが設けられていることで、大規模災害時には国道1号を活用し物資の輸送や集積を行う防災拠点としての役割も果たす。
2020年（令和2年）11月11日、地域活性化の一環として「おかざき焼き芋街道」をスタートさせた。参加店は、道の駅藤川宿の屋外露店、中田屋など6店舗。「おかざき焼き芋街道」はテレビのニュース番組などで広く取り上げられ、2022年（令和4年）12月27日、愛知県農業水産局が主催する観光事業「食と花の街道」に認定された。

## 施設

### 駐車場
- 第1（正面）駐車場
  - 小型車 : 78台
  - 大型車 : 21台
  - 身体障害者用駐車場 : 3台
  - セミトレーラー : 3台
  - オートバイ : 8台
  - EV（電気自動車）急速充電スタンド：1台（有料）
- 第2駐車場
  - 小型車 : 93台

### トイレ
- 男 
  - 大 : 5器
  - 小 : 10器
- 女 : 14器
- 身体障害者用 : 1器

### 防災設備
- 情報提供用モニター : 3基（昼間 施設内用 2基、夜間 外用 1基）
- 防災トイレ : 6器
- カートリッジ式小便器 : 4台
- 非常発電機 : 1基

### 通信設備
- 公衆電話 : 1台
- 公衆無線LAN  : 自販機設置は無料、ミニストップはソフトバンクモバイルが設置

### 店舗
- 農林産物直売施設（9:00 - 18:00）
- 軽食コーナー（9:00 - 18:00）
- 土産・日用品売場「ミニストップ」（24時間営業）
- 自動販売機（ソフトドリンクのみ）：6台（manaca「交通系9種のIC」対応機、電子マネー対応機あり）

### 案内所・イベント会場
- 休憩室兼観光展示スペース「きらり岡崎コーナー」（9:00 - 18:00）
- 観光案内所（9:00 - 18:00）
- 屋外イベントスペース（9:00 - 18:00）[1]

## ギャラリー
- 名鉄名古屋本線側から撮影
- 道の駅藤川宿が生み出した「おかざき焼き芋街道」
- きらり岡崎コーナー。八丁味噌関連の商品。
- きらり岡崎コーナー。中田屋のかりんとう。

## 指定管理者
- 岡崎パブリックサービス・JAあいち三河共同事業体[2]
  - 一般社団法人岡崎パブリックサービス[8]
  - あいち三河農業協同組合

## 休館日
- 年中無休

## アクセス
- 国道1号 - 登録路線

## 周辺
- 名鉄名古屋本線 藤川駅（隣接）
- 岡崎市東部地域交流センター・むらさきかん（隣接）
- 旧東海道 藤川宿
- ジェイテクト 岡崎工場
- アイシン 岡崎工場
- レッドバロン 本社工場
- 一畑山薬師寺
- 愛知産業大学三河中学校・高等学校